# Риу-Торту (Говея)
Ри́у-То́рту (порт. Rio Torto) — район (фрегезия) в Португалии, входит в округ Гуарда. Является составной частью муниципалитета Говея. Находится в составе крупной городской агломерации Большое Визеу. По старому административному делению входил в провинцию Бейра-Алта. Входит в экономико-статистический субрегион Серра-да-Эштрела, который входит в Центральный регион. Население составляет 527 человек на 2001 год. Занимает площадь 9,39 км².